# Puerto Rico International 2001
Die Puerto Rico International 2001 im Badminton fanden Ende November 2001 statt.

## Sieger und Platzierte
| Disziplin    | Gold                              | Silber                             | Bronze                           |
| ------------ | --------------------------------- | ---------------------------------- | -------------------------------- |
| Herreneinzel | Tjitte Weistra                    | Conrad Hückstädt                   | Eric Go                          |
| Herreneinzel | Tjitte Weistra                    | Conrad Hückstädt                   | Klaus Raffeiner                  |
| Dameneinzel  | Agnese Allegrini                  | Elie Wu                            | Lorena Blanco                    |
| Dameneinzel  | Agnese Allegrini                  | Elie Wu                            | Felicity Gallup                  |
| Herrendoppel | Cosmin Ioan Tjitte Weistra        | Stefano Infantino Klaus Raffeiner  | Mathew Fogarty Dean Schoppe      |
| Herrendoppel | Cosmin Ioan Tjitte Weistra        | Stefano Infantino Klaus Raffeiner  | Conrad Hückstädt Stephen Smith   |
| Damendoppel  | Felicity Gallup Joanne Muggeridge | Agnese Allegrini Federica Panini   | Mesinee Mangkalakiri Elie Wu     |
| Damendoppel  | Felicity Gallup Joanne Muggeridge | Agnese Allegrini Federica Panini   | Maria Luisa Mur Jeniffer Narvaez |
| Mixed        | Tjitte Weistra Lorena Blanco      | Conrad Hückstädt Joanne Muggeridge | Li Yong Ying Federica Panini     |
| Mixed        | Tjitte Weistra Lorena Blanco      | Conrad Hückstädt Joanne Muggeridge | Eric Go Elie Wu                  |